# Маловитлино 3
 Маловитлино 3  — деревня в Яранском районе Кировской области в составе Никулятского сельского поселения.

## География
Расположена на расстоянии примерно 28 км на восток-юго-восток по прямой от районного центра города Яранск.

## История
Известна с 1891 года как Маловитлинская или Падаганина, в 1905 здесь (Маловитлинская 3-я или Падаганин) дворов 22 и жителей 133, в 1926 (3-е Маловитлино или Пайдуганово) 37 и 166 (163 мари), в 1950 (3-е Малое Витлино) 33 и 130, в 1989 105 жителей. Настоящее название утвердилось с 1978 года.

## Население
Постоянное население составляло 96 человек (мари 96%) в 2002 году, 62 в 2010.